# Русский язык в Беларуси

Доля населения районов и городов областного подчинения, которая заявила, что дома обычно разговаривает на русском языке (перепись 2009 года)

Доля населения районов и городов областного подчинения, которая заявила, что русский язык является родным (перепись 2009 года)

Русский язык в Беларуси (бел. руская мова ў Беларусі) является одним из двух государственных языков. Данный статус русский язык получил согласно результатам республиканского референдума 1995 года, когда за придание русскому языку статуса государственного проголосовало 83,3 % населения, принявшего участие в референдуме. Референдум был проведён по инициативе Александра Лукашенко и сопровождался избиениями, а законность референдума была оспорена.

## История

### Начало
После разделов Речи Посполитой и уничтожения Великого Княжества Литовского бо́льшая часть белорусских этнических земель вошла в состав Российской империи, после чего российские власти стали массово арестовывать белорусских чиновников, церковных деятелей и заменять их русскими. В 1772 году Екатерина Великая подписала указ, согласно которому приговоры, указы и распоряжения на присоединённых территориях должны были составляться только на русском языке, а в 1773 году она подписала ещё один указ «Об учреждении местных судов», который вновь предусматривал обязательное использование в судебной системе исключительно русского языка.
После началось закрепощение страны — ещё во времена правления Екатерины Великой около полумиллиона ранее свободных белорусских крестьян стали собственностью русских дворян. На белорусских землях регулярно вспыхивали восстания, но все они были жестоко подавлены, в частности после подавления восстания Костюшко Александр Суворов получил в награду 25 тысяч крепостных.
Также повсеместно сжигалась белорусская литература из монастырей и библиотек, больше всего книг было сожжено по приказу Иосифа Семашко. Русификация нашла своё отражение и в архитектуре — началось уничтожение сакральных сооружений времён ВКЛ, в том числе и греко-католических типографий, лояльных белорусскому языку. На месте разрушенных зданий были построены так называемые церкви-муравьёвки, получившие своё название от тогдашнего губернатора «Северо-Западного края» Михаила Муравьёва, известного своими преступлениями против белорусов и подавлением мятежа Калиновского в ходе Польского восстания (1863—1864). Широкую популярность получил его девиз «Что не доделал русский штык, доделает русский чиновник, русская школа и русский поп».
Несмотря на гнёт со стороны России, постоянные высылки в Сибирь неугодных и ограничения использования белорусского языка в прессе, отменённые только в конце XIX века, именно в то время подпольно был сформирован творческий стиль ряда великих белорусских писателей, в частности Янки Купалы.
Литературная форма современного белорусского языка сформировалась к началу XX века, в условиях острой конкуренции с русским и польским. Главным белорусскоязычным изданием тех лет была газета «Наша Нива».
|                                                             |  | |  |
| Белорусский язык в Российской империи по переписи 1897 года |  | Языки Российской империи по переписи 1897 года (уезды и города с преобладанием белорусскоязычного населения светло-жёлтым) |  |

Перепись 1897 года выявила преобладание белорусского языка практически на всей территории современной Республики Беларусь, за исключением территорий Брестского и Кобринского уездов, в которых преобладал украинский язык. Белорусскоязычные также являлись самой многочисленной языковой группой в Суражском, Краснинском, Велижском и Невельском уездах, территории которых сегодня являются частью России, Виленском уезде, территории которого сегодня являются частью Литвы, и Сокольском уезде, территории которого сегодня являются частью Польши.

### После Октябрьской революции 1917 до 1930
После Октябрьской революции, во исполнение политики партии о развитии национальных республик, начала проводиться первая белорусизация (в данном случае — внедрение в государственную и общественную жизнь языка). Следует заметить, что белорусскоязычным из за притеснений языка длившихся полтора столетия было преимущественно сельское население, в то время как в городах употреблялись идиш и русский. Белорусизация в 1920—1930-е года проводилась в основном командно-административными методами. В то же время известно о ряде инициатив за расширение сферы применения белорусского языка и локальное развитие белорусской культуры.
Документы сохранили свидетельства неоднозначного отношения со стороны населения в отношении первой белорусизации Беларуси, хотя основную оппозицию белорусизации составили представители госаппарата и партийные работники, придерживавшиеся прежних представлений о белорусской культуре.

### 1930—1940 годы
В 30-е годы процесс белорусизации был свёрнут, в годы массовых репрессий (1937—1938 гг.) множество белорусских учёных и интеллигенции было репрессировано по обвинениям в шпионской деятельности (и участии в т. н. «национал-демократической партии») и подготовке создания буржуазного белорусского государства. В действие вступила советская политизированная лингвистическая теория о грядущем соединении языков союзных республик на базе русского языка в один «советский язык». Противники такого подхода подвергались обструкции либо репрессиям по обвинениям в «фашиствующем белорусском национализме».
С началом войны германская оккупационная администрация ввела в качестве официальных языков немецкий, польский и белорусский языки. Русский язык был вытеснен из официальной сферы.

### 1950—1990
С восстановлением советской власти на территории Белоруссии русский язык возвращается в широкую официальную сферу на всей территории Белоруссии.
В послевоенные годы началось дальнейшее вытеснение белорусского языка из печати. Государственные издательства БССР отдавали приоритет популярным массовым русскоязычным изданиям в противоположность белорусскоязычной печати. В частности, к 70—80 годам XX века белорусское издательство «Художественная литература» печатало тиражами 100—300 тыс. экземпляров популярную приключенческую и художественную литературу на русском языке («Три мушкетёра» Дюма и т. п.).
Переводы классической европейской литературы на белорусский язык выполнялись редко.
Руководство БССР (в частности, П. М. Машеров) разговаривали только на русском языке. Множество военных и промышленных специалистов со всего СССР, призванных на воинскую службу и на работу в промышленности БССР, также являлись русскоязычными, что также способствовало расширению употребления русского языка в Беларуси.

### 1990—1995
26 января 1990 года Верховный Совет Белорусской ССР объявил белорусский язык единственным государственным, русский язык получил статус «языка межнационального общения». Также в 1990 году была принята «Государственная программа развития белорусского языка и других национальных языков в Белорусской ССР», фактически предполагавшая вытеснение русского языка из всех сфер функционирования белорусского общества к 2000 году.
Начавшаяся после этого белорусизация вызвала некоторое напряжение в обществе. Начался массовый перевод учебных заведений на белорусский язык обучения. К середине 1994 года в республике осталось всего 4,9 % русских школ, 30,5 % составляли школы, в которых обучение велось на двух языках и 64,6 % школ были чисто белорусскими. Ряд партий (ССБР, ДДП) высказались за государственный статус русского языка. Опросы населения также показывали, что абсолютное большинство населения хотело, чтобы русский язык имел статус государственного. Но тогда, благодаря парламентской оппозиции партии БНФ и позиции председателя Верховного Совета С. Шушкевича удалось избежать вынесения на референдум вопроса об одном или двух государственных языках в Беларуси.

## Положение после 1995 года
В соответствии с докладом МИД России «Русский язык в мире» (2003 год):

В Белоруссии из почти 10 миллионного населения этническими русскими себя считают лишь 15 % жителей. Однако более 80 % граждан страны практически во всех сферах жизнедеятельности используют русский язык.
…в русскоязычных школах обучается более 75 % учащихся.
…В средних специальных учебных заведениях, ПТУ и государственных вузах республики преподавание на русском языке составляет около 90 %. В 12 частных белорусских вузах, где в 2002—2003 учебном году получают образование более 40 тыс. человек, объём обучения на русском языке составляет почти 99 %.
…Русский язык является языком большей части СМИ Белоруссии. Только на русском языке в Белоруссии издаются 415 из 1100 зарегистрированных печатных изданий. Большинство остальных изданий являются двуязычными. При этом самые массовые газеты и журналы печатаются на русском языке.

За лишение русского языка статуса государственного в 2010 году выступала партия БНФ.

### Распространение
|  |  |  |  |  |  |

|  |  |  |  |  |  |

Согласно переписи населения 1999 года, русский язык считают родным 24,1 % граждан Беларуси, а согласно переписи 2009 года — уже 41,5 % граждан (при этом белорусский язык назвали родным 53,2 % граждан Беларуси). Русский язык считали родным:
- 90,7 % русских (в 2009 году — 96,3 %),
- 42,8 %[нет в источнике] украинцев (в 2009 году — 61,2 %),
- 16,2 %[нет в источнике] поляков (в 2009 году — 33,9 %),
- 14,3 %[нет в источнике] белорусов (в 2009 году — 37,0 %).

Перепись предоставила возможность разграничить понятия «родной язык» и «язык, на котором человек разговаривает дома». Согласно её данным, на русском языке дома разговаривают 62,8 % населения (согласно переписи 2009 — 70,2 %). При этом дома на русском языке разговаривают:
- 95,7 % русских (в 2009 — 96,5 %),
- 83,6 % украинцев (в 2009 — 88,4 %),
- 58,6 % белорусов (в 2009 — 69,8 %),
- 37,7 % поляков (в 2009 — 50,9 %).

В городах, согласно результатам переписи 2009 года, на русском языке разговаривают 81,9 % населения, в сельской местности — 36,1 % (при этом считают родным в городах 49,8 %, в сельской местности 17,7 %). Однако, отмечается, что реальная картина распространения русского языка иная, так как многие, использующие трасянку, назвали её при переписи белорусским языком. Кроме того, большое число людей, реально использующих русский язык при переписи назвали белорусский из чувства национального самолюбия, тем более, что многие деятели культуры призывали отвечать на вопрос о родном и домашнем языке «белорусский».
Согласно общенациональному опросу 2009 года, для большей части населения Беларуси (72 %) основным языком, используемым в повседневной жизни, является русский. Отвечая на вопрос «Какой язык вам ближе, роднее независимо от степени владения им?», 69,5 % респондентов назвали русский.

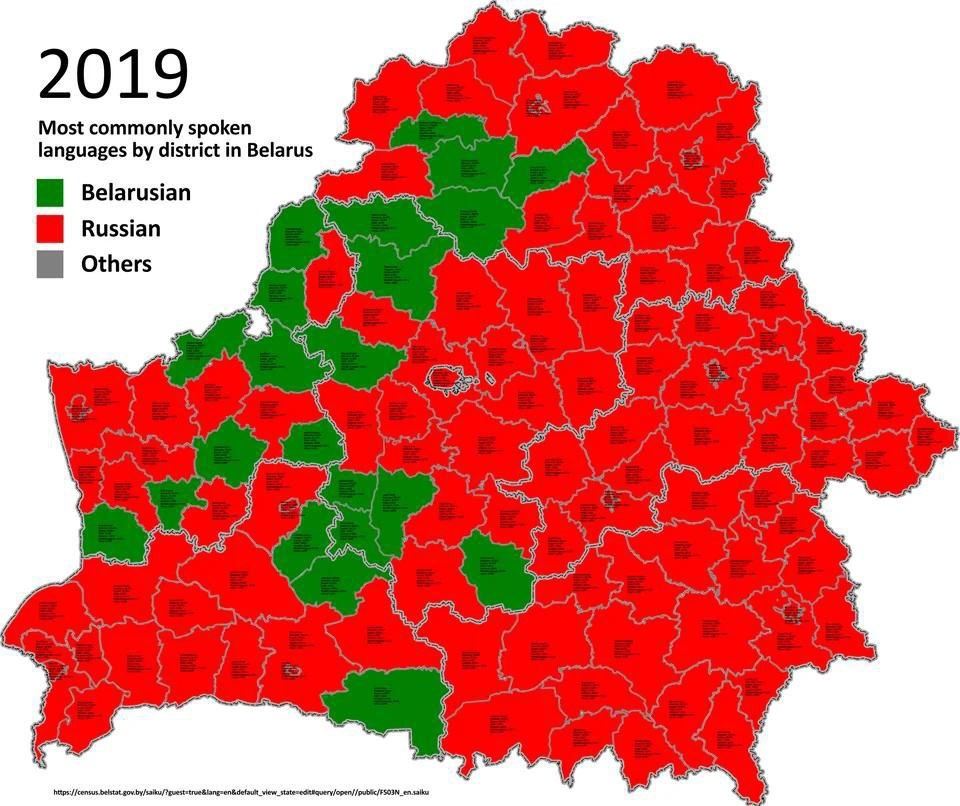
Наиболее распространённый язык общения населения в районах и горсоветах Беларуси по переписи 2019 года (районы и горсоветы с преобладанием русского языка красным)

Согласно переписи 2019 года, из 9 413 446 жителей страны родным языком назвали белорусский 5 094 928 (54,1 % всего населения страны), при этом среди этнических белорусов доля заявивших, что их родным языком является белорусский, составила 61,2 %, среди этнических поляков родным языком назвали белорусский 54,5 %. В повседневной жизни в белорусском обществе преобладает русский язык, так по переписи 2019 года 6 718 557 человек (71,4 % всего населения) заявили, что дома говорят по-русски, в том числе у этнических белорусов эта доля составляет 61,4 %; 2 447 764 человека (26,0 % всего населения страны) заявили, что языком, на котором они обычно разговаривают дома, является белорусский, среди этнических белорусов эта доля составляет 28,5 %; самая высокая доля тех, кто дома говорит по-белорусски, у этнических поляков — 46,0 %.

## Белорусский диалект
Под понятием «белорусский диалект» объединены основные интерферентные явления, характерные для русской речи белорусов, а в меньшей степени — русского населения Беларуси. К ним относятся:
- фонетические (акцент): фрикативное [γ] (γара), чтение буквы «г» как [х] в конце слов (пирох, смох); меньшая редукция безударных гласных (помагать вместо пъмŒгать, јапонец вместо јипониц — яканье); твёрдые [ч] (чытать), употребление твёрдого [шч] вместо [щ] (шчука); дзеканье (дзядзька); неправильные ударения (чатырна́ццать). В меньшей степени встречаются двойные мягкие согласные (варенне, голосованне); твёрдое [р] вместо мягкого (рысовать); губно-губной [ў] вместо [в] и [л] (быў, траўка); твёрдые губные на конце слов (сем, степ)[24][25][26];
- морфологические: к ним, согласно исследованием Г. Ф. Вешторта, относятся неправильный выбор рода существительных (собака съел; кровавый мозоль); неправильное употребление числа существительных (мы собирали малины; слова выделены красным чернилам); ошибочные флексии при склонении (без погонов; мы с папом; по окне; на зелёным); формы без -т# или с -ть# в 3-м лице глаголов в настоящем времени (дыхае, рисуе; берёть, глядять); использование укороченного варианта суффикса несовершенного вида (подкрадваться, выкрайвать)[27];
- лексические: употребление белорусских слов: завея (русск. метель), бульба (русск. картофель), цыбуля (русск. лук), шильда (рекламный щит или вывеска)[28][нет в источнике].

## Образование и наука
В Беларуси сохраняется высокая востребованность русского языка как одного из основных носителей общемировой культуры, искусства, информации. На русском языке издаётся большая часть учебно-методической литературы и научной литературы по техническим направлениям. Ежегодно проводятся международные конференции, посвящённые актуальным проблемам русского языка. На XI Всемирном конгрессе русистов, организованном Международной ассоциацией преподавателей русского языка и литературы в сентябре 2007 года, участвовали 26 учёных из ведущих вузов Беларуси.
В белорусской науке преобладает русский язык. К концу 1990-х годов среди работников науки белорусским языком пользовались при общении 13 %, обоими языками — 33 %, остальные 54 % пользовались только русским языком.
После прихода к власти Александра Лукашенко в стране практически каждый год сокращается доля учащихся на белорусском языке. Так, в 1994/95 учебном году общее среднее образование на белорусском языке получали 40,6 % белорусских школьников, в 2005/06 учебному году — 23,3 %, в 2017/18 учебном году — 12,2 %, в 2020/21 учебном году — 10,2 %, в 2021/22 учебном году — 9,5 %, в 2023/24 учебном году — 8,6 %.
В 2006/07 учебном году в русскоязычных школах и классах обучалось около 80 % учеников школ. В 2006 году в русскоязычных школах на русский язык были переведены предметы «История Беларуси» и «География Беларуси», ранее преподававшиеся в них на белорусском языке. В 2008/09 учебном году 84 % студентов в вузов и более 90 % — вузов учились на русском. Одним из предметов, по которым проводится тестирование для поступления в ВУЗ на нефилологические специальности, является на выбор русский или белорусский языки.
В 2018/19 учебном году в Беларуси только 9,7 % первоклассников (и 11,1 % всех школьников) учились в белорусскоязычных классах — 53,7 % первоклассников в сельской местности и лишь 1,4 % первоклассников в городской местности.
По данным Национального статистического комитета Республики Беларусь в 2023/24 учебном году из 1090,0 тысяч учащихся в дневных учреждениях общего среднего образования Беларуси только 93,5 тысяч (8,58 %) обучались на белорусском языке, тогда как 996,5 тысяч (91,42 %) — на русском.
По данным Национального статистического комитета Республики Беларусь, в 2024/25 учебном году из 1 080 159 учащихся в дневных учреждениях общего среднего образования Беларуси 88 885 (8,23 %) обучались на белорусском языке, тогда как 991 274 (91,77 %) — на русском.

## Культура
Из 18 театров Беларуси русскоязычными являются 14. Русский язык также преобладает в белорусских СМИ (особенно на телевидении), книгоиздании, делопроизводстве, работе органов государственной власти, богослужебной практике православной церкви и протестантских организаций. Католическая же церковь использует в основном польский и белорусский языки.
Ориентировочно, по итогам 2011—2014 удельный вес книг, изданных на русском языке, составляет до 89 % общего количество изданных (для сравнения: доля книг, издаваемых на белорусском языке, составляет до 10-11 %).
Большое количество писателей и поэтов Беларуси писали и пишут на русском языке (Светлана Алексиевич, Анатолий Аврутин, Вячеслав Бондаренко, Вениамин Блаженный, Олег Бородач, В.Голков, Валерий Гришковец, Олег Зайцев, А.Карелин, Александр Раткевич, Эдуард Скобелев, Дмитрий Строцев, Э.Таганов, А.Щуцкий и более сотни других). В 2003 году вышла антология русской поэзии Беларуси, включившая произведения 222 поэтов. В 2010 году вышла литературная Антология «Белорусский литературный союз „Полоцкая ветвь“: 1994—2009 годы», в которой содержатся биографии, библиографии и творчество 104 преимущественно русскоязычных поэтов, прозаиков, литературных критиков и переводчиков. Проводятся фестивали русской поэзии, другие мероприятия.

## Конкуренция с белорусским языком
Упадок белорусского языка в стране является последствием длительной политики русификации Беларуси, проводимой во времена Российской империи, Советского Союза и после провозглашения независимости республики при режиме Лукашенко.
После придания русскому языку статуса государственного в 1995 году он стал вытеснять белорусский язык из всех сфер общественной жизни в Беларуси, от образования и СМИ до использования в официальном документообороте. На русском языке издаётся значительный массив (приемлемой по розничной стоимости) художественной, научной, технической и популярной литературы, что делает его более сильным конкурентом по отношению к белорусскому языку (белорусскоязычные издания — художественная и научная литература — издаются тиражом 300—1200 экз., что делает её дороже и менее доступной). Доля книг, издаваемых на белорусском языке, по итогам 2011—2014 годов составляет до 10-11 % от общего числа изданных.
В результате белорусский язык по классификации ЮНЕСКО является «уязвимым языком».
Согласно опросу, проведённому Chatham House с 24 января по 3 февраля 2023 года, 16 % белорусов были согласны с утверждением, что белорусский язык должен быть единственным государственным языком Беларуси, 70 % — не согласны.